# Boophis feonnyala
Boophis feonnyala Glaw, Vences, Andreone & Vallan, 2001 è una rana della famiglia Mantellidae, endemica del Madagascar.

## Distribuzione e habitat
La specie è nota solo per un'unica località all'interno del parco di Andasibe, nel Madagascar centro-orientale ma potrebbe essere presente anche in altre località.